# A Tribe Called Judah

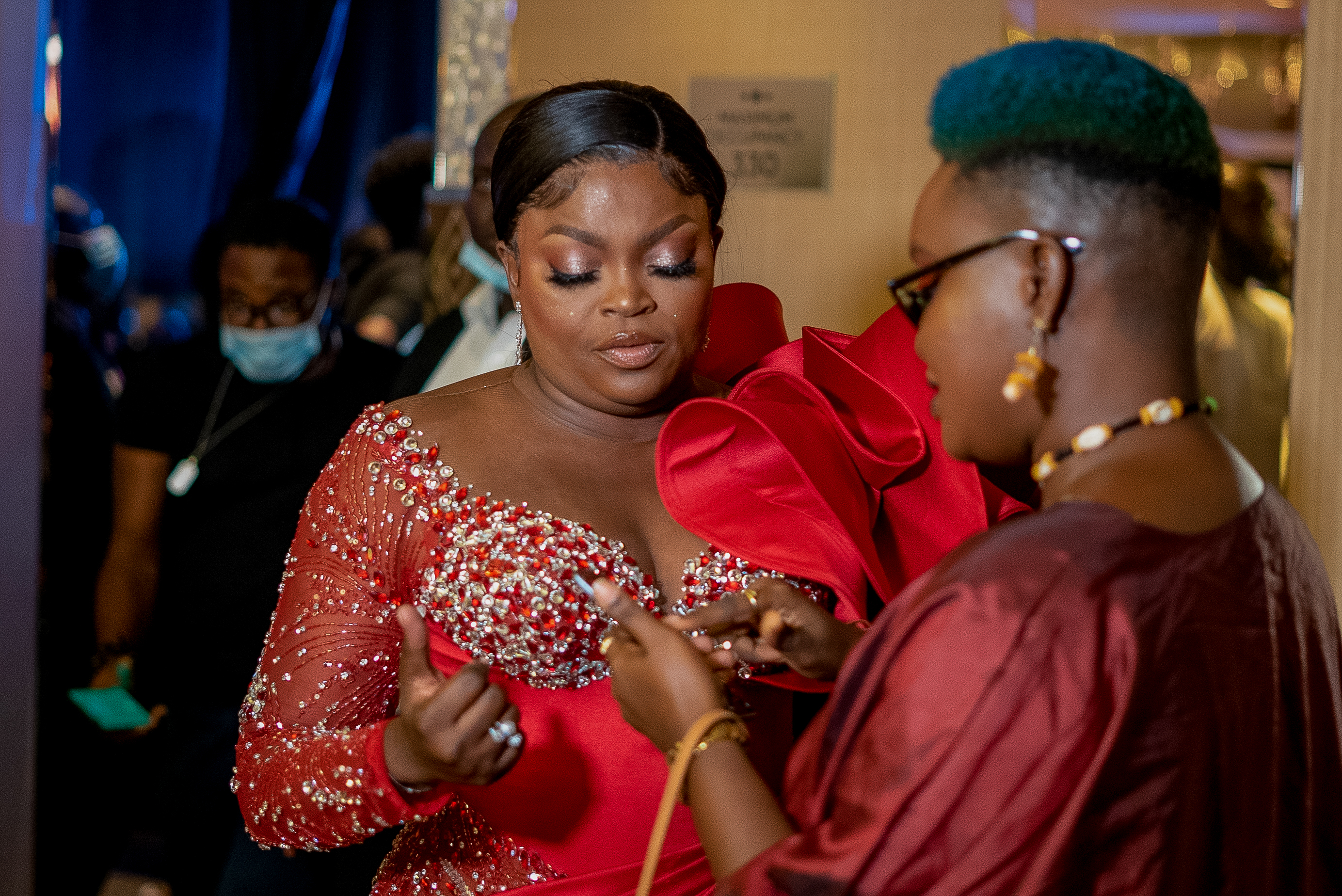
Funke Akindele (links), Regisseurin und Hauptdarstellerin

A Tribe Called Judah (übersetzt etwa „Ein Stamm namens Judah“) ist ein Werk der Regisseurin und Hauptdarstellerin Funke Akindele aus dem Jahr 2023 und der derzeit (Stand 2024) mit großem Abstand erfolgreichste Film Nigerias bzw. Nollywoods aller Zeiten. Er übertrifft Akindeles vorigen Erfolgsfilm Battle on Buka Street, der diesen Titel zuvor einnahm, in puncto Kassenerlöse um über 100 %. Akindele verbindet erneut Komisches mit Sentimentalem und zeichnet ein liebevolles, aber auch kritisches Bild der nigerianischen Gesellschaft. Der Film beruht auf dem Leben Akindeles kürzlich verstorbener Mutter.

## Handlung
Jedidah Judah ist eine alleinstehende Mutter von fünf Söhnen von fünf Vätern von fünf nigerianischen Volksgruppen (unschwer als Allegorie auf das multiethnische Nigeria zu verstehen). Die Halbbrüder unterscheiden sich charakterlich sehr; die beiden älteren Söhne sind verantwortungsvoll und unterstützen ihre Mutter, die drei Jüngeren sind auf der schiefen Ebene unterschiedlich weit vorangekommen. 
Als Mutter Jedidah erkrankt und eine teure medizinische Behandlung benötigt und ihr ältester Sohn Emeka seinen Job verliert, beschließen die Halbbrüder, nun gemeinsam vorzugehen. Sie planen, Emekas früheren Arbeitgeber zu berauben.
Als der Raub vonstattengehen soll, zeigt sich, dass Jedidahs Söhnen andere Räuber zuvorgekommen sind, und die Handlung nimmt eine unerwartete Wendung.

## Produktion und Vertrieb
A Tribe Called Judah kam am 15. Dezember 2023 in die nigerianischen Kinos und setzt die Reihe zunehmend kommerziell erfolgreicher und qualitativ ansteigender Nollywood-Filme fort. Er ist trotz der herrschenden Wirtschaftskrise des Landes der erste Film, der bereits am Eröffnungswochenende Kinokarten für eine neunstellige Naira-Summe verkaufen konnte (113 Millionen Naira, etwa 100.000 Euro). Er ist zudem der erste Nollywood-Film, der mehr als eine Milliarde Naira Erlös einfuhr (knapp eine Million Euro).

## Kritiken
Die IMDb gibt A Tribe Called Judah durchschnittlich 5,8 von 10 Punkten. Die dort aufgeführten Kritiken geben gemittelt 8 von 10 Sternen und bewerten vor allem den kräftigen Druck auf die Tränendrüse auf unterschiedliche Weise.